# 卡奇馬尤河 (奧魯羅省)
卡奇馬尤河是玻利維亞的河流，位於該國西部奧魯羅省，處於波波湖以東，發源自安第斯山脈，該河流最終注入皮科馬約河。